# کودورلو (آق‌دام)
کودورلو (به لاتین: Küdürlü) یک منطقه مسکونی در جمهوری آذربایجان است که در شهرستان آق‌دام واقع شده است.